# Joris Hoefnagel
Joris Hoefnagel (asi 1542 Antverpy – 1600 (9. září) nebo 1601 (24. červenec – Vídeň), zvaný též Georg či Jiří, byl vlámský malíř a kreslíř období manýrismu. Považoval se za malíře autodidakta. Při cestách Evropou kreslil vše, co ho zaujalo, později své poznámky a skici použil jako předlohy pro dva atlasy. Rytiny evropských měst dodal do topografického atlasu Civitates Orbis Terrarum. Kresby a miniatury přírodnin, komentované popiskami a humanistickými emblémy provedl společně s dalšími mistry v přírodopisných a kaligrafických atlasech pro císaře Rudolfa II. jako jeho dvorní malíř (1590-1601).

## Životopis
Joris Hoefnagel pocházel z bohaté vlámské rodiny. Jeho otec Jacob Hoefnagel byl obchodníkem s diamanty a matka Alžběta Veselaer byla dcerou antverpského mincmistra. Joris získal všestranné vzdělání v humanistickém duchu, nikoliv však vzdělání malířské. Později se proto označoval za samouka. Ve svém vzdělávání pokračoval na francouzských universitách v Bourges a v Orléansu (1560–1562).

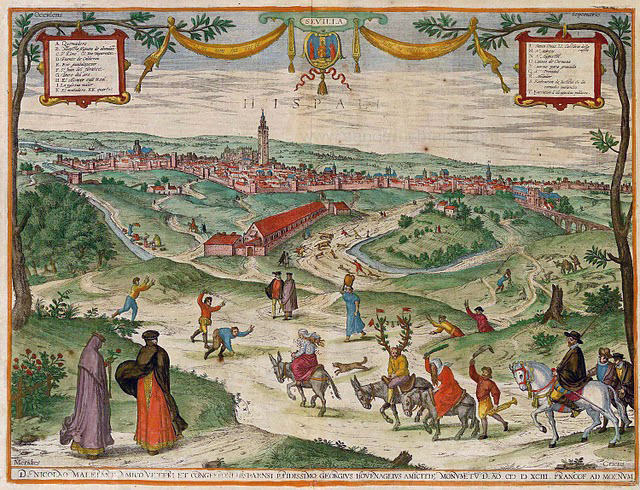
Pohled na Sevillu (podle kresby Jorise Hoefnagela (1565) vyryl Franz Hogenberg pro 3. svazek Civitates Orbis Terrarum publikovaný 1597)

 V roce 1563 odešel do Španělska, aby po krátkém návratu do Antverp (1567) odcestoval do Anglie v zájmu rodinného obchodu. Do Antverp se znovu vrátil v roce 1569, aby se zde v roce 1571 oženil se Susanne van Onchem. V roce 1573 se jim narodil syn Jacob, který později spolupracoval s otcem a pokračoval v jeho malířské tradici. Uvádí se, že Joris Hoefnagel získal skutečné malířské zkušenosti až v dílně Hanse Bola (1534–1593), vlámského malíře, miniaturisty a kreslíře. Stalo se tak asi během Bolova pobytu v Antverpách (1572–1576). Po okupaci Antverp španělským katolickým vojskem (1576) Joris Hoefnagel začal cestovat po Evropě. V roce 1577 se vydal s kartografem Abrahamem Orteliem (1527–1598) do Itálie. Orteliův soubor map vydaný v roce 1570 pod názvem Theatrum Orbis Terrarum Hoefnagela ovlivnil natolik, že se začal intenzivně věnovat kresbám vedut navštívených měst. Jejich cesta vedla přes Frankfurt nad Mohanem, Augsburg a Mnichov až do Benátek, Říma a Neapole. V Augsburgu byl Hansem Fuggerem (1531–1598) a Adolfem Occoem (1526–1609) doporučen bavorskému vévodovi Albertovi V., který Hoefnagelovi nabídl místo dvorního malíře. Podobné nabídky se mu dostalo v Římě od kardinála Alessandra Farnese. Hoefnagel však dal přednost bavorskému Mnichovu, kde ve službách vévody Viléma V., syna Alberta V., pracoval na zakázkách, včetně objednávek od Fuggerů, ferrarského vévody či od arcivévody Ferdinanda II. Tyrolského, pro kterého v letech 1582–1590 ilustroval Missale Romanum. Avšak jako kalvinista byl nucen opustit rekatolizující se Bavorsko a vstoupit do služeb císaře Rudolfa II., který ho jmenoval dvorním malířem (1590). Nicméně až do roku 1594 pobýval ve Frankfurtu nad Mohanem, kde se přidal ke skupině vlámských obchodníků a humanistů. Patřil k nim i botanik Carolus Clusius (1526–1609), který v Hoefnagelovi vzbudil zvýšený zájem o ilustrace přírodnin. Později Joris Hoefnagel působil především ve Vídni a do Prahy se vracel, na rozdíl od syna Jacoba, jen příležitostně. Ve Vídni také v roce 1600 nebo 1601 zemřel.

## Umělecká tvorba
Joris Hoefnagel již od dětství intenzivně kreslil a nepřekvapí proto, že se mu podařilo přivést původní techniku středověké miniatury k vrcholu, což byl jeho hlavní přínos pro umění rudolfínské doby.

### Kresby
Joris Hoefnagel zúročil své poznámky a skici z cest po Evropě spoluprací s Georgem Braunem (1541–1622), kolínským kanovníkem a tiskařem a Franzem Hogenbergem (1535–1590), rytcem, který spolupracoval s Abrahamem Orteliem na atlasu map nazvaném Theatrum Orbis Terrarum a vydaném v Antverpách 1570. O dva roky později Georg Braun vydává soubor Hogenbergových rytin měst tehdy známého světa. Následovalo pět dílů vydaných v letech 1575, 1581, 1588 a 1596, zatímco poslední, šestý díl, byl v ryteckém provedení Simona van den Neuvela dokončen až v roce 1617 a vydán v roce následujícím. Celé šestisvazkové Civitates zahrnovalo 363 listů s 543 rytinami 475 měst Evropy, Afriky, Asie a dvou amerických měst (Mexico City, Cuzco). Znamená to, že některá města byla v celém díle vyobrazena dvakrát, někdy i třikrát. Z celkového počtu 63 Hoefnagelových kresebných předloh bylo 28 měst vyobrazeno v pátém dílu Civitates...
Joris Hoefnagel byl nejčastějším z řady přispěvatelů do tohoto topografického díla. Dokládají to i jeho dva kolorované pohledy na Prahu a to Pohled na Pražský hrad a Pohled na Prahu z Letné. Oba pohledy vznikly v roce 1591.

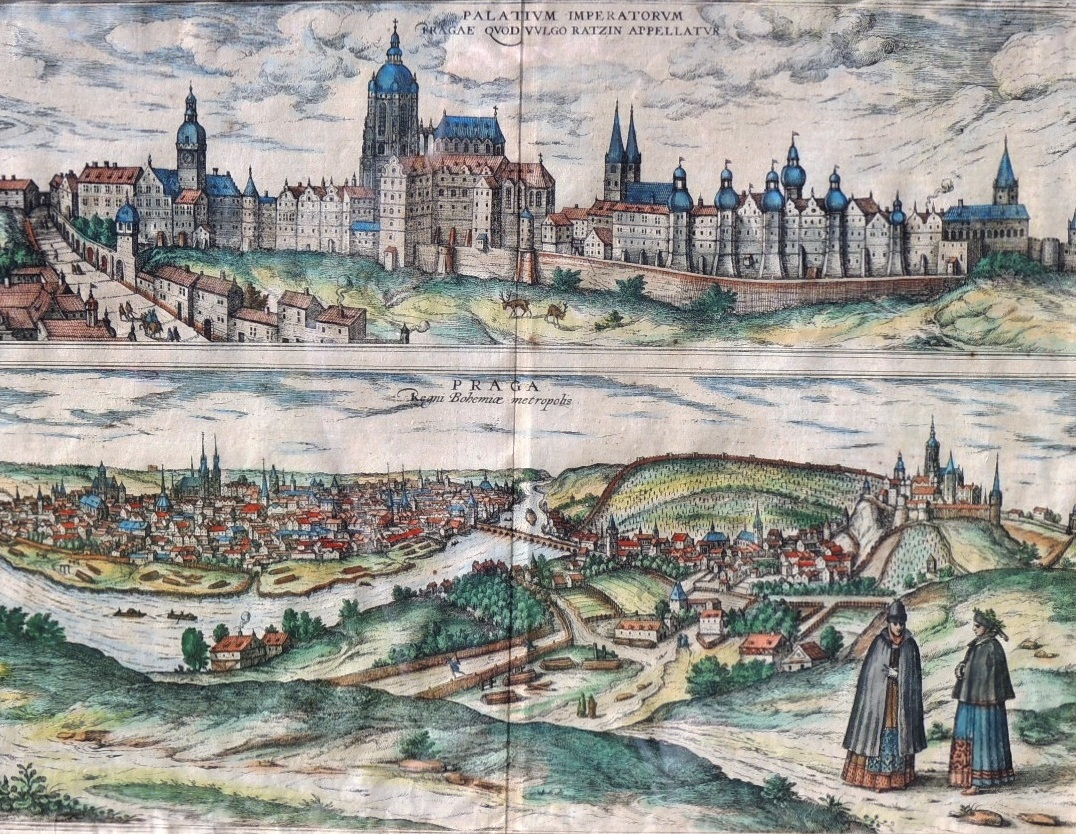
Pohled na Pražský hrad a Pohled na Prahu z Letné (oba kolorované mědiryty vznikly podle kreseb Jorise Hoefnagela z roku 1591)

V popředí některých mědirytů Hoefnagel zachytil i postavy v dobovém oblečení (viz Pohled na Prahu z Letné nebo Pohled na Sevillu), čímž informace o městech rozšířil o detaily tamních obyvatel a o jejich činnostech.

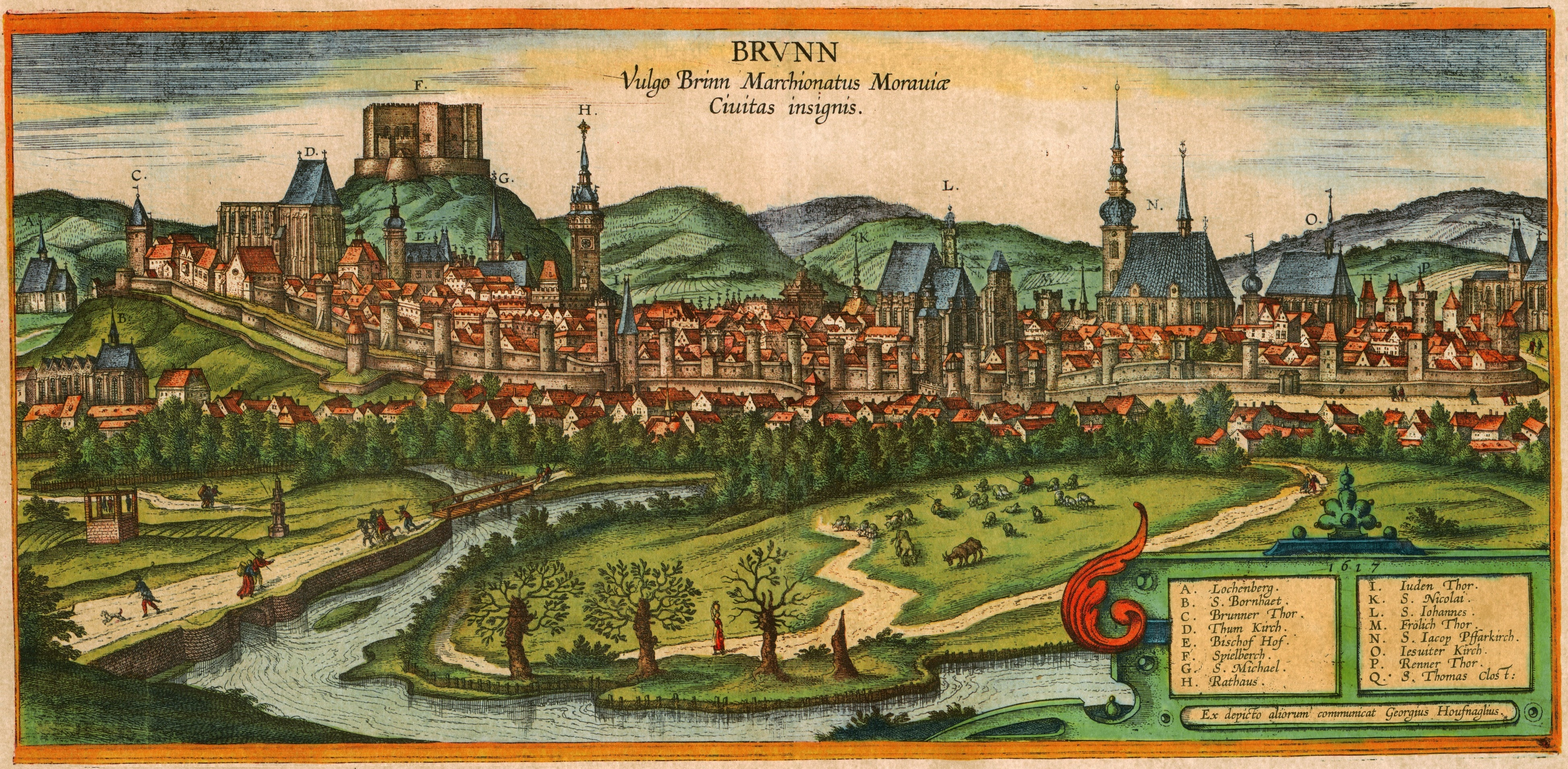
Pohled na Brno od jihovýchodu (mědiryt vznikl pro 6. svazek Civitates Orbis Terrarum publikovaný 1617)

Předlohy pro poslední svazek Civitates ... přepracoval Jorisův syn Jacob Hoefnagel, který připravil kresebné podklady pro pohledy na rakouská, česká, moravská, uherská a transylvánská města), aby se jejich kolorované rytiny objevily v šesté části tohoto topografického díla vydaného v Kolíně n/Rýnem (1618).

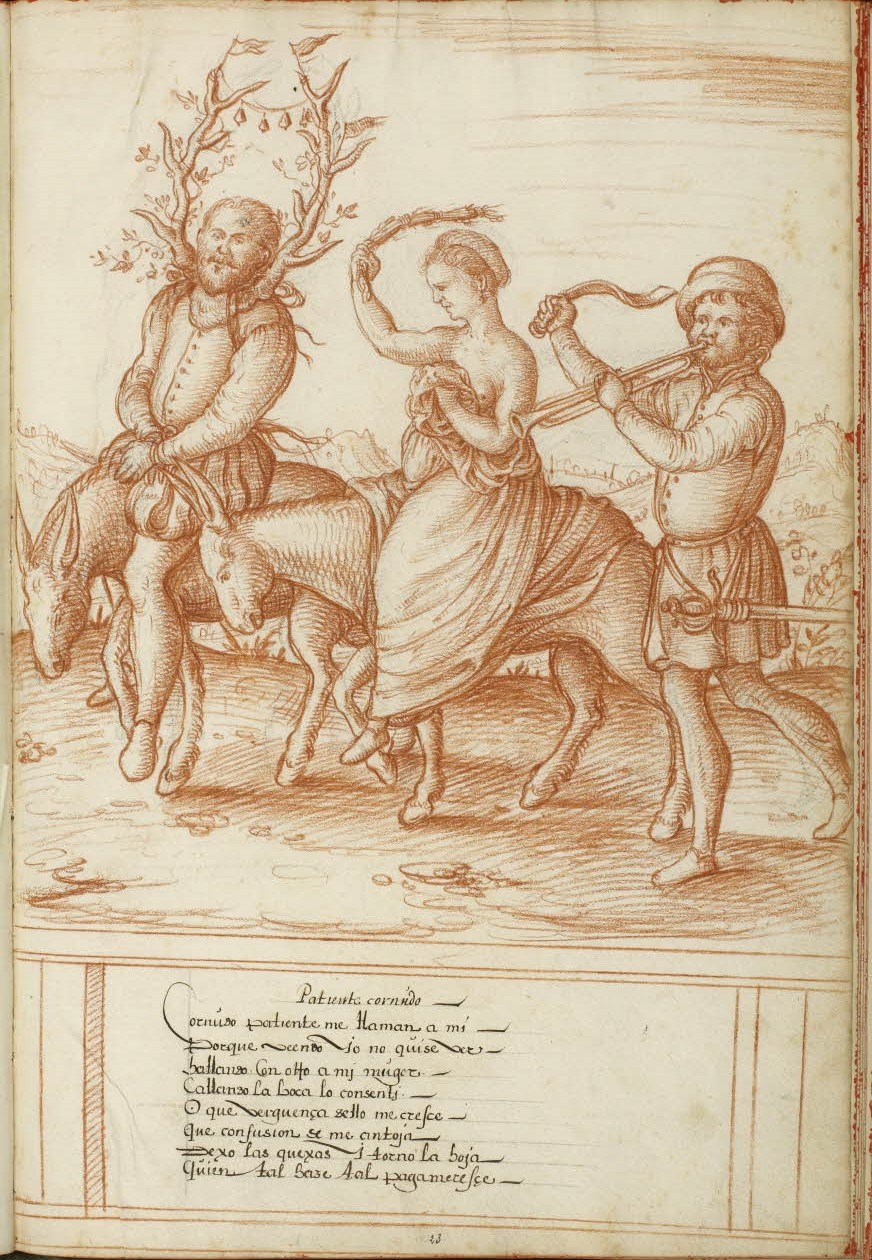
Paroháč (kresba rudkou na papír; Městská knihovna v Rouenu, Francie)

Osoba Jorise Hoefnagela představovala pozoruhodné souznění malířského talentu se vzděláním, což dokládají jeho emblematické kresby. Příkladem je Hoefnagelův soubor 24 kreseb s emblematikou (celkem 58 stran), který vznikl v době jeho pobytu v Anglii. Autor ho nazval Patientia, což znamená vcítění a trpělivost, také snášet bolest. Kniha věnovaná malířovu příteli, exulantu a obchodníkovi Johannu Radermakerovi (1538–1617) však zůstala v rukopise datovaném rokem 1569. Třicet stran, včetně titulní strany a Hoefnagelova portrétu, autor doplnil osmiřádkovými emblematickými texty. Původní malířovu portrétní kresbu provázela řada ryteckých variant. Známou je varianta s obrazem kladiva, které na kovadlině kuje hřebík. V původní emblematice bylo „kladivem osudu“, jež bije do srdce na „kovadlině života“. Rytec Jan Sadeler však nahradil srdce hřebíkem (nizozemsky a německy „nagel“), který po vytvoření slouží k přibití podkovy ke koňskému kopytu (nizozemsky „hoef“).

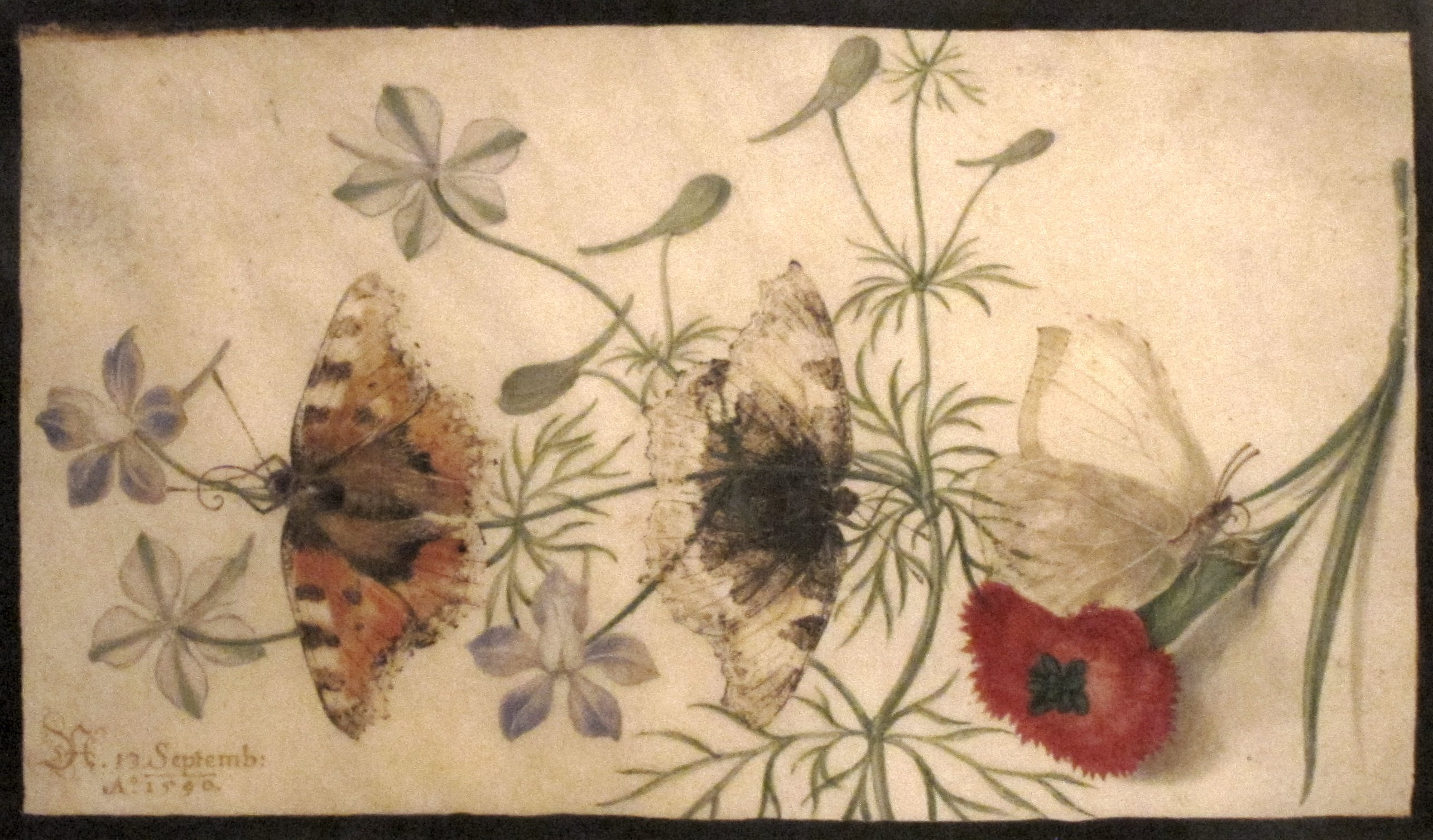
'Studie rostlin a motýlů (kresba na pergamenu, 1590; Muzeum umění v Honolulu)

Hoefnagelovy kresby přírodnin prozrazují obdiv a systematické studium exotických zvířat a rostlin, která pravděpodobně poprvé viděl v sevillském přístavu. Význam pro používání květinových dekorací mělo malířovo setkání s Carolem Clusiem, významným botanikem, během jeho pobytu ve Frankfurtu n/Mohanem a s pražskými učenci a malíři Rudolfova dvora, zejména s Anselmem Boëtiem de Boodt, s nímž vytvořil vrchol své tvorby. Technikou Z miniatur, kreslených tuší a malovaných temperou nebo akvarelem na pergamenu vytvořili společně atlas 728 přírodnin, zahrnující živočichy, květiny, rostliny a plody dekorativně rozmístěné po celé ploše listu. Předlohou jim byly nejen živé nebo preparované objekty z císařovy přírodopisné sbírky na Pražském hradě, ale i knižní předlohy jiných autorů z císařské dvorní knihovny ve Vídni. Hoefnagel je proto považován za jednoho ze zakladatelů vědecké ilustrace. Některé z akvarelů byly vystaveny v Rudolfově Kunstkomoře jako solitéry a staly se exponáty Obrazárny Pražského hradu, jiné přešly do grafické sbírky Národní galerie v Praze.

### Knižníilustrace

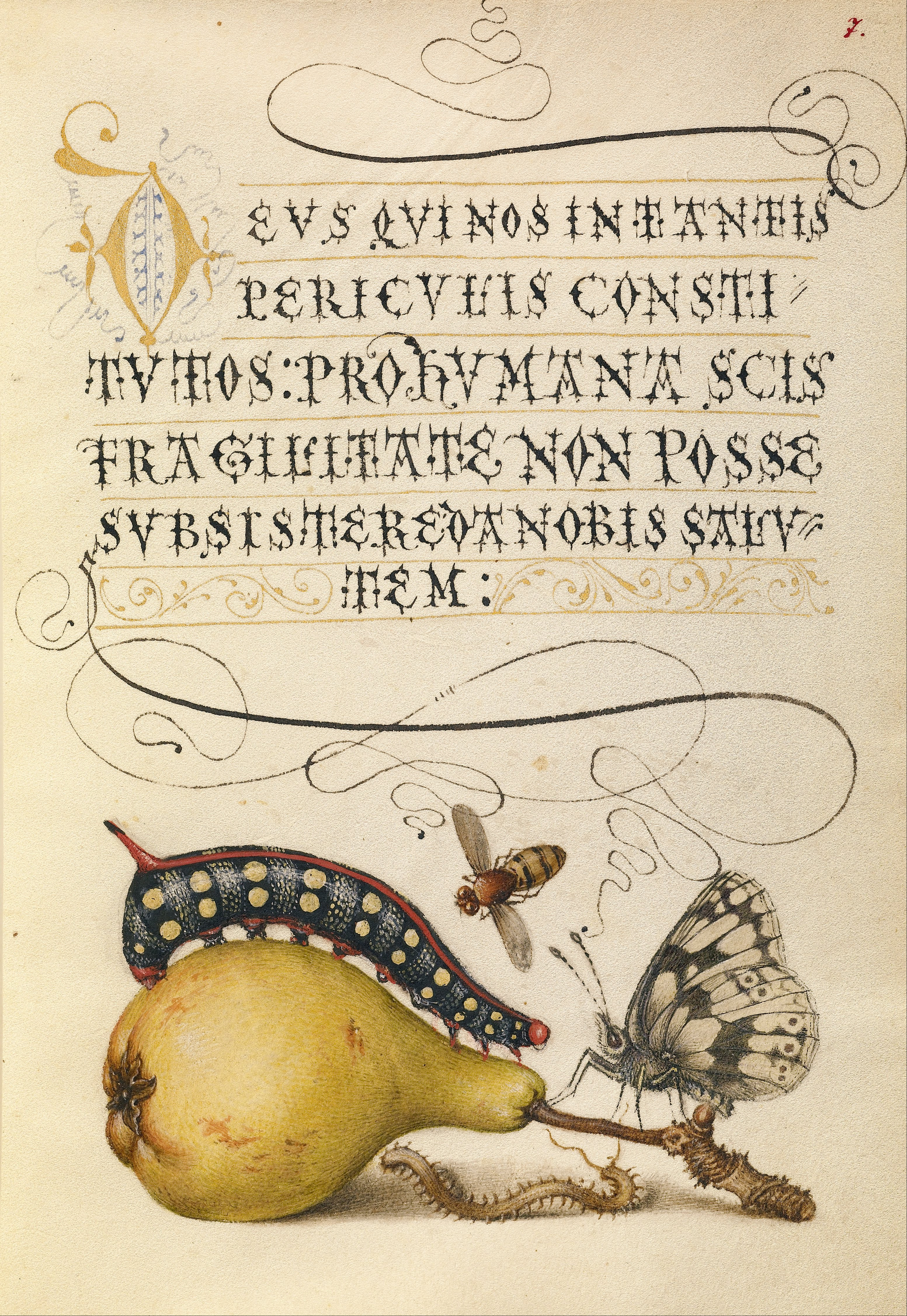
Moucha, housenka a hruška s motýlem (Mira Calligraphiae Monumenta s Hoefnagelovou iluminací a Bocskayovým textem, 1591/96; J. P. Gerry Museum, Los Angeles)

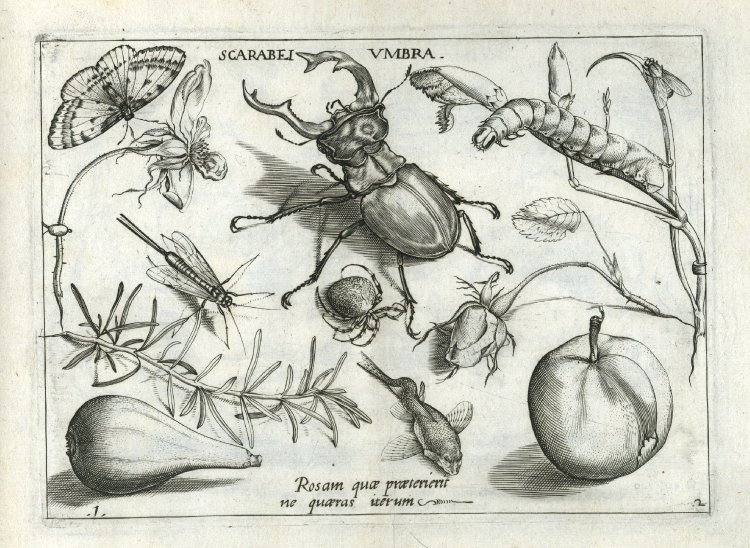
Rytina Hmyz, květiny a plody (podle Jorisových kreseb uspořádal Jacob Hoefnagel do Archetypa Studiaque..., 1592; Britské museum, Londýn)

- Po roce 1570 Joris Hoefnagel začal pracovat na čtyřsvazkovém díle zahrnujícím zoologické poznatky té doby. Bylo nazváno Čtyři živly. První svazek se nazývá Ignis: Animalia Rationalia et Insecta, druhý svazek Terra: Animalia Quadrupedia et Reptilia, třetí svazek Aqua: Animalia Aquatilia et Cochiliata a čtvrtý svazek Aier: Animalia Volatilia et Amphibia.[10] Dílo vznikalo postupně v letech 1575, 1576, 1580 a 1582. Dílo se stalo nejrozsáhlejším zobrazením přírodnin té doby a císař Rudolf II. je údajně koupil do svých sbírek za tisíc zlatých.
- V letech 1582–1590 na objednávku arcivévody Ferdinanda II. Tyrolského (1529–1595) v Mnichově ilustroval katolický Římský misál (Missale Romanum) formou iniciál a rytin rámujících liturgické texty s humanistickými motivy.
- Po příchodu do Prahy ilustroval dva sborníky písma, které pro císaře Maxmiliána II. Habsburského v letech 1561-1563 zhotovil Georg Bocskay, císařský sekretář a písař. Ilustrace zahrnují nejen řadu topografických a portrétních vyobrazení, ale i soubor emblémů vztahujících se k císaři Rudolfovi II. Habsburskému. V roce 1592 vydal Jorisův syn Jacob, právě přijatý za císařova dvorního malíře, otcovy modely písma nazvané Archetypa Studiaque Patris Georgii Hoefnagelii. Archetypa s vyobrazením rostlin, hmyzu a jiných naturálií významně ovlivnila malířství a grafiku Evropy 17. století.
- Souborně předchozí atlasy doplnil dalšími ilustracemi a vydal Joris Hoefnagel ve Vídni roku 1596 pod titulem Mira Calligraphiae Monumenta[11]. Dva díly zahrnují 129 listů vzorníků písma a 21 listů se vzory písma s groteskním rámováním. Poslední list nese letopočet 1596.[12] Jde o jedno z hlavních děl rudolfínské malby přírodnin.

### Zátiší

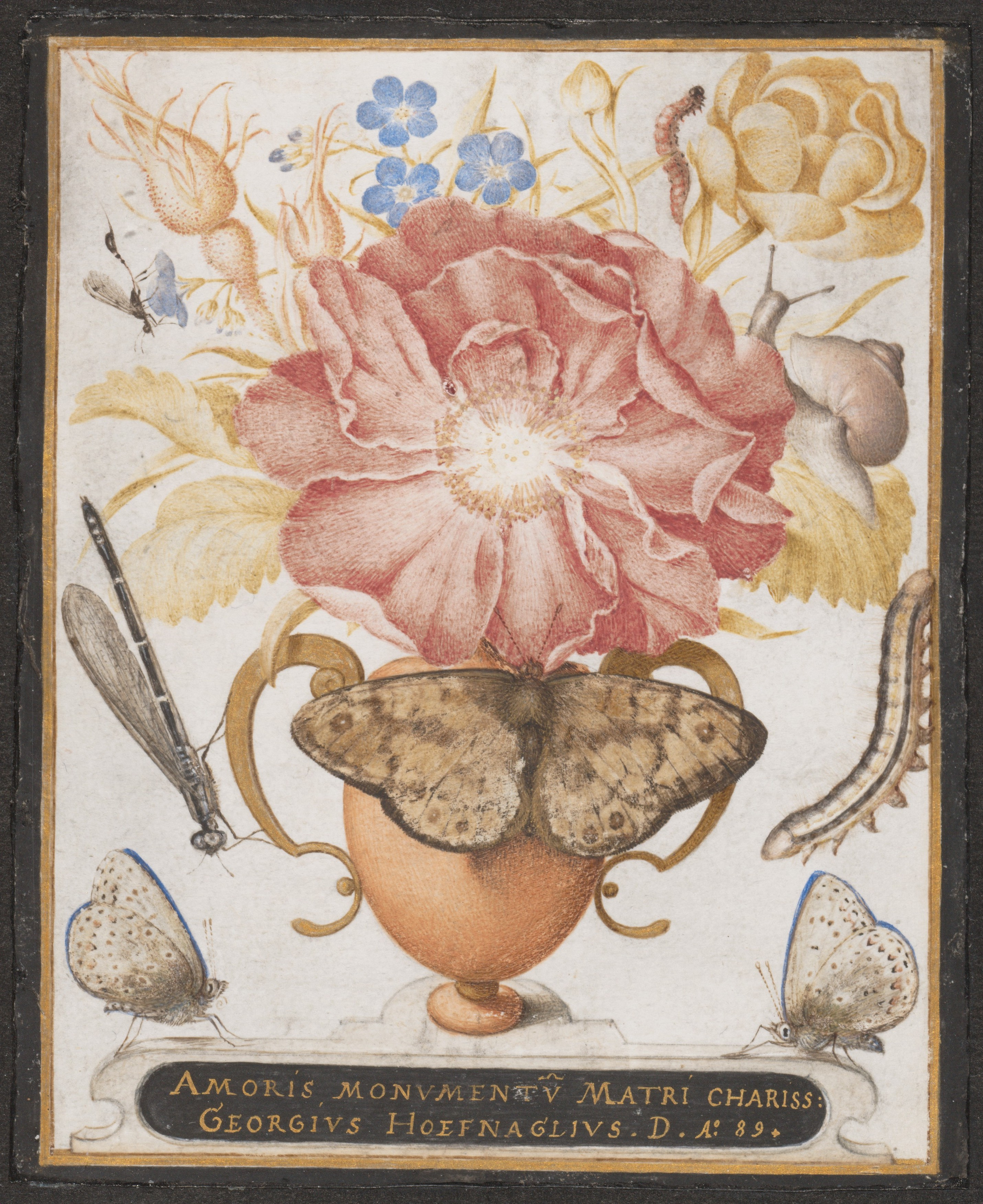
Květinové zátiší s hlemýžděm a hmyzem (kolorovaná kresba, 1589, Metropolitní muzeum umění, New York)

V 16. století narůstala obliba květinových zahrad a současně i touha po květinových "portrétech". Nepřekvapí proto, že také Joris Hoefnagel začal maloval akvarelovými i olejovými barvami na listy pergamenu obrázky květin i jednotlivých květů, které měly charakter květinových zátiší. Tyto Hoefnagelovy "portréty" květů lze považovat, spolu s Roelandtem Saverym (1576/78–1639), za první manýristické malby květinových zátiší na rudolfínském dvoře. Řada z nich měla charakter Vanitas, vanitas, neboť odkazovala na pomíjivost života. Tyto vanitas navazovaly na účelové spojování určitých květů s čistotou Panny Marie, světic a světců. Tato symbolika se vztahovala i na „nečisté síly“, které byly reprezentovány hmyzem vyskytujícím se kolem květů a ovoce. Je zřejmé, že za barvami květů a jejich tvarem se skrývaly hlubší symbolické významy.

### Rytiny

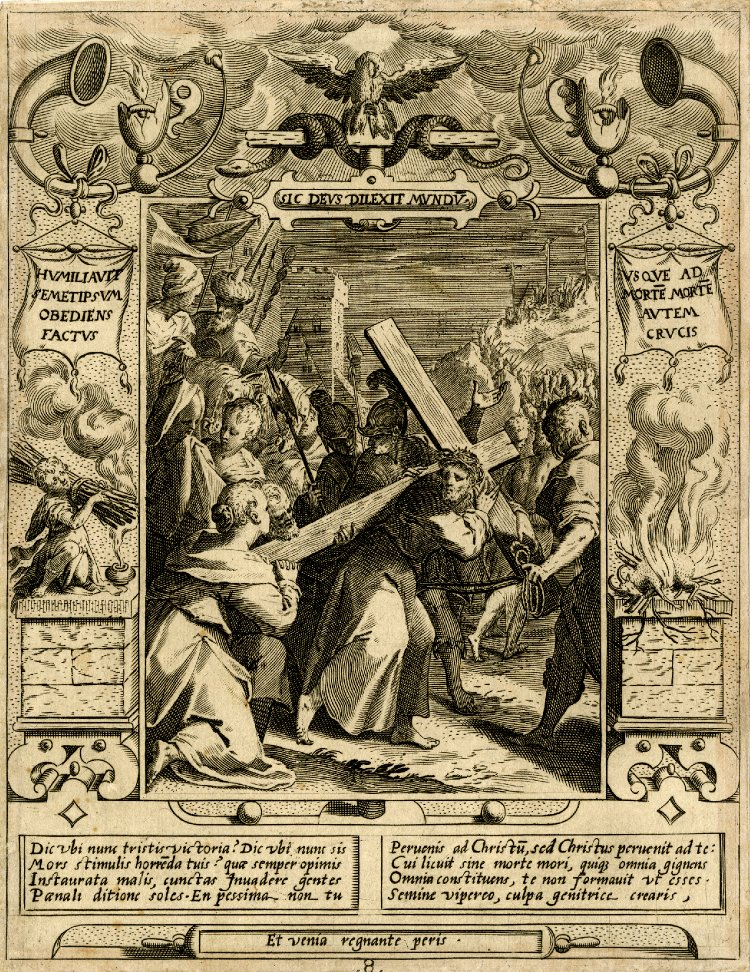
Salus Generis Humani - Kristus nesoucí kříž (1590, Britské muzeum, Londýn; rytinu podle návrhu Jorise Hoefnagela překreslil Hans von Aachen a vyryl Aegidius II. Sadeler.)

Již za svého pobytu v Mnichově Joris Hoefnagel připravoval myšlenkové podklady pro grafické listy, kterým Hans von Aachen dal kresebnou podobu, aby je nakonec do rytiny převedl Aegidius II Sadeler. Později se všichni tři sešli na dvoře Rudolfa II., a i zde jim byl Joris Hoefnagel ideovým vůdcem. Uvádí se, že to byla především Hoefnagelova Archetypa, která ovlivnila grafické umění na přelomu 16. a 17. století, čímž rozšířila malířovu slávu po většině Evropy. Řadu Hoefnagelových kreseb měst do rytiny převedli další rytci jako byl Franz Hogenberg nebo Jorisův nejstarší syn Jacob.

## Umělecko-historický význam díla Jorise Hoefnagela
Joris Hoefnagel vynikl svým encyklopedickými znalostmi, které mu umožnily znázornit svět přírody v dobově nebývalém rozsahu. Jeho vyobrazení přírodnin vynikala barevností a pravdivým zachycení detailů. Navíc zobrazeným přírodninám dával zdání i pohybu. Veškerá vyobrazení přírodnin obsažená v tzv. Muzeum Rudolfa II. představovala svět přírody nacházející se v císařově kunstkomoře. Malbu miniatur tak dovedl ke skutečnému vrcholu.